# Державна служба України з надзвичайних ситуацій
Держа́вна слу́жба Украї́ни з надзвича́йних ситуа́цій (ДСНС) — центральний орган виконавчої влади, що забезпечує реалізацію державної політики в сферах цивільного захисту, захист населення і територій від надзвичайних ситуацій та запобігання їх виникненню, ліквідацію надзвичайних ситуацій, рятувальної справи, гасіння пожеж, пожежну та техногенну безпеки, діяльність аварійно-рятувальних служб, профілактику травматизму невиробничого характеру, а також гідрометеорологічної діяльності.
Державна служба України з надзвичайних ситуацій утворена шляхом реорганізації Міністерства надзвичайних ситуацій і Державної інспекції техногенної безпеки України.
З 25 квітня 2014 діяльність Служби спрямовується і координується Кабінетом міністрів через Міністра внутрішніх справ.

## Історія
Після здобуття Україною незалежності в 1991 році, питаннями цивільної оборони, ліквідації наслідків та попередження надзвичайних ситуацій, захисту населення від наслідків Чорнобильської катастрофи, гасіння пожеж та пожежної безпеки займалися три окремих відомства: Штаб Цивільної оборони, Міністерство у справах захисту населення від наслідків аварії на ЧАЕС та Головне управління пожежної охорони МВС України.
У 1996 році Указом Президента Леоніда Кучми на базі Штабу Цивільної оборони та Мінчорнобиля було створено єдине відомство — Міністерство з питань надзвичайних ситуацій та у справах захисту населення від наслідків Чорнобильської катастрофи (МНС України), яке стало провідним органом у системі виконавчої влади із забезпечення реалізації державної політики у сфері цивільної оборони, рятувальної справи, створення та функціонування систем страхового фонду документації, поводження з радіоактивними відходами, захисту від надзвичайних ситуацій, попередження ситуацій і реагування на них, ліквідації їх наслідків та наслідків Чорнобильської катастрофи, здійснює керівництво дорученою йому сферою управління та несе відповідальність за її стан і розвиток.
В підпорядкуванні МНС України перебували угрупування військ Цивільної оборони чисельністю 10 218 осіб (9550 — військовослужбовці). Війська ЦО були призначені для захисту населення і територій у разі виникнення надзвичайних ситуацій. У складі військ знаходилися три окремі мобільні механізовані бригади (Київ, Дрогобич, Донецьк); навчальна бригада (Ватутіне); окремі мобільні механізовані полки (Лоскутівка, Верхівцеве, Мирне, Знам'янка); окремі аварійно-рятувальні батальйони (Мазанка, Ромни, Ужгород, Чернівці, Якушинці, Городище, Хмельницький); об'єднаний загін оперативного реагування (Кропивницький); регіональний рятувальний координаційний центр (Керч); спеціальний авіаційний загін (Ніжин); загін забезпечення аварійно-рятувальних робіт (Жеребкове), два вузла зв'язку (Київ, Переяслав); військова комендатура (Київ).
Територіальні органи МНС України до 2003 року були представлені Головними управліннями (управліннями) з питань надзвичайних ситуацій (у складі обласних державних адміністрацій).

### Оперативно-рятувальна служба цивільного захисту
27 січня 2003 року Указом Президента України «Про заходи щодо вдосконалення державного управління у сфері пожежної безпеки, захисту населення і територій від наслідків надзвичайних ситуацій» органи і підрозділи Державної пожежної охорони виведені зі складу МВС і передані до складу МНС України.
19 грудня 2003 року видано Указ Президента України «Про Державну програму перетворення військ Цивільної оборони України, органів і підрозділів державної пожежної охорони в оперативно-рятувальну службу цивільного захисту на період до 2005 року». Державна програма передбачала створення єдиної невійськової Оперативно-рятувальної служби. Передбачалася повна демілітаризація МНС.
Були повністю розформовані військові частини ЦО в Донецьку, Хмельницькому та Чернівцях. Військові частини Військ Цивільної оборони в Києві, Дрогобичі, Ромнах, с. Мирне, с. Ватутіне були реорганізовані в Регіональні рятувальні загони ОРС ЦЗ; а військові частини в Кропивницькому, Ужгороді, с. Мазанка, с. Лоскутовка — в Територіальні рятувальні загони ОРС ЦЗ. Військові частини в Якушинцях, Городищі, Верхівцевому, Знам'янці — увійшли до складу аварійно-рятувальний загін|аварійно-рятувальних загонів спеціального призначення; реорганізовані спеціальні загони — в спеціальний морський, спеціальний авіаційний та спеціальний загони ОРС ЦЗ.
Після реформи 2003 року були сформовані нові територіальні органи МНС — Головні управління (управління) МНС України на базі Управлінь пожежної безпеки ГУ(У) МВС України у регіонах.
У 2005 році був прийнятий Закон України «Про правові засади цивільного захисту», що визначав правові та організаційні засади у сфері цивільного захисту населення і територій від надзвичайних ситуацій, повноваження виконавчої влади та органів управління, порядок створення і застосування сил, їх комплектування, проходження служби, а також гарантії соціального і правового захисту особового складу органів і підрозділів цивільного захисту. У 2006 році війська цивільної оборони України були повністю розформовані, особовий склад військ і Державної пожежної охорони влився в ряди єдиної Оперативно-рятувальної служби цивільного захисту МНС України. У 2008 році була запроваджена контрактна служба, проведена переатестація в спеціальні звання служби цивільного захисту.
Згідно Кодексу цивільного захисту України, Оперативно-рятувальна служба цивільного захисту — спеціальне невійськове об'єднання аварійно-рятувальних та інших формувань, органів управління такими формуваннями системи центрального органу виконавчої влади, що забезпечує формування та реалізує державну політику у сфері цивільного захисту.
У грудні 2010 року Міністерство з питань надзвичайних ситуацій та у справах захисту населення від наслідків Чорнобильської катастрофи було реорганізовано в Міністерство надзвичайних ситуацій України. Державний пожежний та техногенний нагляд, управління зоною відчуження та ЧАЕС, Держгіртехнагляд стали центральними органами виконавчої влади.
За 7 років сили МНС України залучалися до ліквідації таких масштабних надзвичайних ситуацій, як пожежа військової частини А0261 у Бахмуті та 275-ї бази артилерійських боєприпасів (Збройні Сили України); аварій у системах життєзабезпечення Алчевську, Донецькій, Кіровоградській областях та Криму; спалах пташиного грипу у Криму (2006); катастрофа рейсу Пулково 612 (2006); загибель 13 шахтарів на шахті ім. Засядька (2006); вибух газу в житловому будинку в Дніпропетровську (2007); аварія на шахті ім. Засядька в листопаді 2007 року (загинув 101 шахтар, 40 було травмовано); Фосфорна аварія під Ожидовом; паводок на заході 2008 року; лісові пожежі в Ізюмському районі (було знищено 1300 га лісів); вибухи на 61-му арсеналі; вибух житлового будинку в Євпаторії; серія аварій на шахтах у Донецькій обл., внаслідок яких загинуло 27 осіб і понад 40 травмовано; пожежа в залі ігрових автоматів у Дніпропетровську (2009, загинуло 9 та постраждало 11 осіб); пандемія грипу H1N1; сильні снігопади в грудні 2009 року; вибух кисневого балона в лікарні Луганску (2010, 16 загиблих і 6 постраждалих); паводки в Івано-Франківській, Вінницькій, Чернівецькій та Хмельницькій областях (червень 2010); Марганецька катастрофа; пожежа в будинку соціального обслуговування Дубровицького району (2011, загинуло 16 осіб, постраждало 11 осіб).

### Реформування

Штандарт голови ДСНС

У 2011 році сталося розділення Міністерства у справах НС України на 4 окремих відомства — Міністерство надзвичайних ситуацій України (як головний орган), Державну інспекцію техногенної безпеки, Державне агентство зони відчуження та Державну службу гірничого нагляду та промислової безпеки. Особовий склад залишився на службі цивільного захисту.

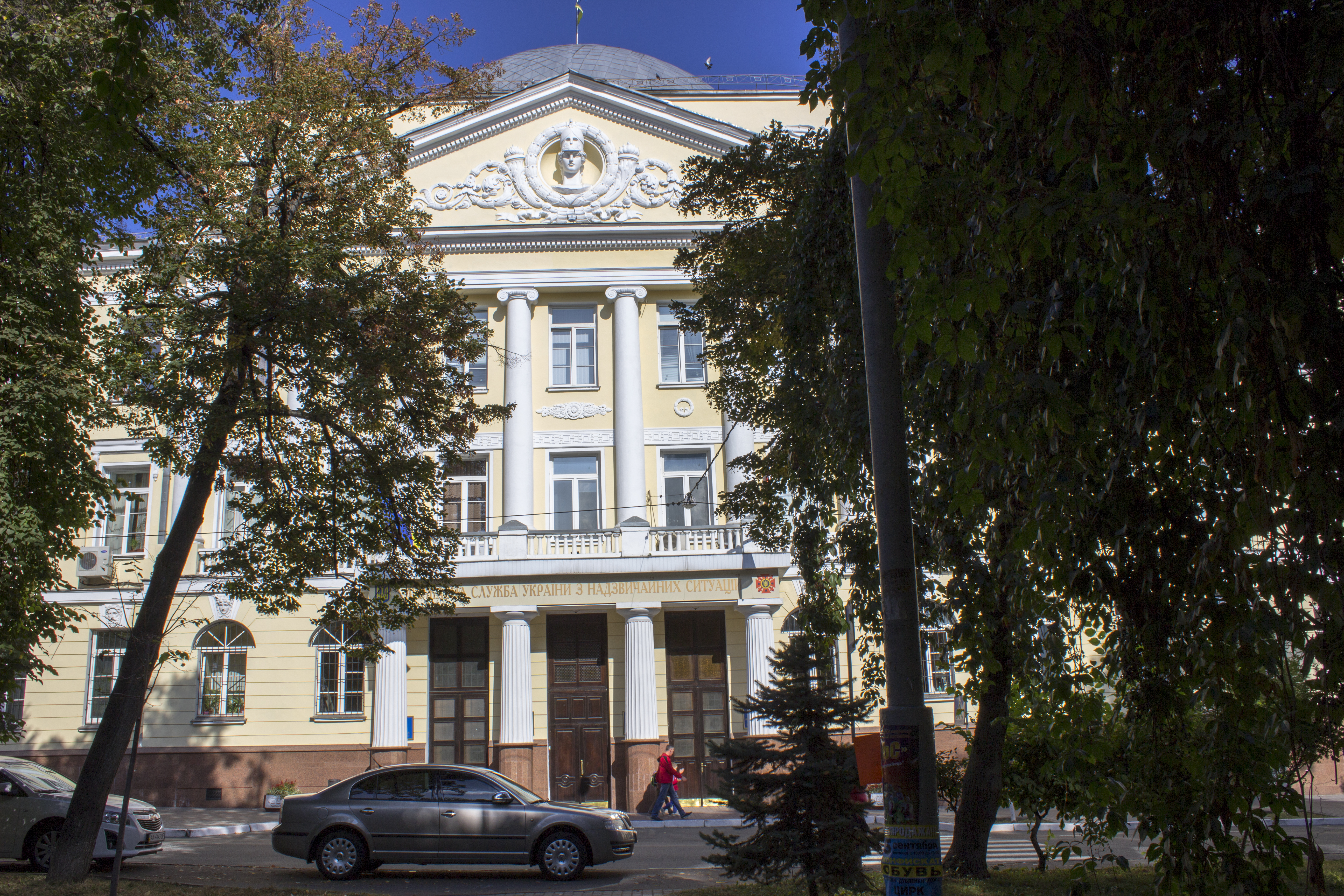
Штаб-квартира служби, Київ, вул. Олеся Гончара, 55а

Державні пожежні частини отримали статус «рятувальних» і були підпорядковані територіальним органам МНС. Районні (міські) відділи МНС реформовані в служби цивільного захисту в районах (містах) і введені до складу апаратів ГТУ (ТУ) МНС. 24 Грудня 2012 Указом Президента України Міністерство надзвичайних ситуацій та Державна інспекція техногенної безпеки України були реорганізовані в єдину Державну службу України з надзвичайних ситуацій (ДСНС України), як центральний орган виконавчої влади, що координується і направляється Міністерством оборони. Першим головою Служби став Михайло Болотських.
Було затверджено Положення про Державну службу України з надзвичайних ситуацій, сформовані управління ДСНС. Міністерство оборони урегулювало свою взаємодію зі Службою. 1 липня 2013 року набув чинності Кодекс цивільного захисту України.
2 березня 2014 року Михайло Болотських був звільнений із посади Голови ДСНС, його наступником став Сергій Бочковський.
25 квітня Кабінет Міністрів видав Постанову № 120 «Питання координації та спрямування Державної служби з надзвичайних ситуацій», згідно з якою діяльність ДСНСУ спрямовується і координується Кабінетом через Міністра внутрішніх справ. МВС затвердило Положення про Оперативно-рятувальну службу цивільного захисту ДСНСУ.
25 березня 2015 року Сергій Бочковський був затриманий слідчими на засіданні уряду України за корупцію. Також затримано його заступника Василя Стоєцького. Затримання транслювалося у прямому ефірі. В іноземних ЗМІ такий крок уряду назвали «показухою». Виконувачем обов'язків керівника став Зорян Шкіряк, який повернувся до роботи у МВС після операції по евакуації українців зі зруйнованого землетрусом Непалу.

## Органи управління

### Апарат ДСНС України
| Департаменти                                                 | Департаменти | Департаменти                                      |
| Найменування                                                 | Сфера діяльності/підрозділи | Керівники                                         |
| ------------------------------------------------------------ | --- | ------------------------------------------------- |
| Департамент запобігання надзвичайним ситуаціям               | - Організація здійснення державного нагляду (контролю) у сфері техногенної та пожежної безпеки, цивільного захисту - Управління пожежної безпеки - відділ профілактичної роботи - відділ нормативної та ліцензійної роботи - відділ контролю за критичною інфраструктурою - відділ ринкового нагляду - Управління техногенної безпеки - відділ техногенної безпеки - відділ аварійно-рятувальних служб та взаємодії з органами виконавчої влади - Управління планування, інформаційно-аналітичної роботи та моніторингу - відділ планування - відділмоніторингу, обліку надзвичайних ситуацій та подій | Чекригін Олександр Миколайович                    |
| Департамент реагування на надзвичайні ситуації               | - Організація та здійснення заходів щодо реагування на НС, застосування та управління діями Сил цивільного захисту ДСНС під час ліквідації НС і пожеж, проведення піротехнічних робіт та координації діяльності аварійно-рятувальних служб; - Організація управління силами і засобами Оперативно-рятувальної служби цивільного захисту ДСНС України - Управління організації реагування на надзвичайні ситуації та координації аварійно-рятувальних формувань - відділ організації реагування на надзвичайні ситуації - відділ координації та сертифікації аварійно-рятувальних формувань - Управління організації пожежно-рятувальних робіт, служби та підготовки підрозділів Оперативно-рятувальної служби цивільного захисту - Відділ організації пожежно-рятувальних робіт - Відділ організації служби та підготовки підрозділів Оперативно-рятувальної служби цивільного захисту - Управління організації піротехнічних робіт та інших спеціальних робіт - Відділ організації піротехнічних робіт - Відділ організації роботи з гуманітарного розмінування - Відділ оперативно-чергової службита готовності пунктів управління | генерал-майор Демчук Володимир Вікторович         |
| Департамент організації заходів цивільного захисту           | - Реалізація державної політики у сфері цивільного захисту, захисту населення і територій від надзвичайних ситуацій - Управління планування та координації заходів цивільного захисту - Управління захисту населення і територій - Управління оповіщення, телекомунікацій та інформаційних технологій | Вітовецький Віктор Олександрович                  |
| Департамент економіки і фінансів                             | - Організація, планування та управління системою фінансового забезпечення в ДСНС - Відділ формування та виконання бюджету - Відділ планування та виконання спеціального фонду - Відділ консолідованої звітності, методології бухгалтерського обліку та централізованих видатків - Відділ організації оплати праці - Відділ фінансово забезпечення та звітності - Відділ економічного аналізу та соціальних виплат | підполковник служби ЦЗ Олійник Олександр Іванович |
| Департамент матеріально-технічного забезпечення та логістики | - Матеріально-технічне забезпечення у системі ДСНС - Відділ спеціально-технічного забезпечення - Відділ автомобільного і пожежно-технічного забезпечення та безпеки дорожнього руху - Відділ гуманітарної допомоги та логістики - Відділ експлуатації нерухомого майна - Відділ тилового забезпечення - Відділ будівництва та забезпечення житлом | Івлєв Костянтин Григорович                        |
| Адміністративний департамент                                 | - Організаційно-технічне, документальне забезпечення; стратегічне планування; взаємодія з МВС України - відділ планування, моніторингу та організаційної роботи - відділ контролю - відділ попереднього розгляду документів - відділ діловодства - сектор взаємодії з Верховною Радою України та Кабінетом Міністрів України - сектор організації доступу до публічної інформації та розгляду звернень громадян - Відділ організації управління та аналітичної роботи | Гончаров В'ячеслав В'ячеславович                  |
| Департамент персоналу                                        | - Організація управлінням персоналом (кадрами) ДСНС - Відділ комплектування та проходження служби - Відділ організаційно-штатної роботи - Відділ обліку кадрів та нагородної роботи - Відділ освіти і науки - Сектор державної служби - Відділ організаційно-планової та адміністративної роботи | Доценко Олександр Володимирович                   |

| Управління                                                         | Управління | Управління                     |
| Найменування                                                       | Сфера діяльності/підрозділи | Керівники                      |
| ------------------------------------------------------------------ | --- | ------------------------------ |
| Управління авіації та авіаційного пошуку і рятування               | - Управління діяльністю авіації ДСНС - відділ підготовки та застосування авіації - відділ організації авіаційного пошуку і рятування - відділ інженерно-авіаційного забезпечення - відділ забезпечення польотів - сектор організації використання безпілотних літальних апаратів | Коробка Іван Миколайович       |
| Управління гідрометеорології                                       | - Відділ нормативного і технічного забезпечення - Відділ організації діяльності | Масовець Богдан Петрович       |
| Юридичне управління                                                | - Відділ правової та претензійно-правової роботи - Відділ нормативно-правового забезпечення | Кулеба Олена Михайлівна        |
| Управління європейської інтеграції та міжнародного співробітництва | - Відділ європейської інтеграції та співробітництва з міжнародними організаціями - Відділ двостороннього співробітництва - Сектор міжнародної технічної допомоги | Ніконішин Олександр Вікторович |

| Відділи, сектори                                                                            | Відділи, сектори | Відділи, сектори                  |
| Найменування                                                                                | Сфера діяльності/підрозділи | Керівники                         |
| ------------------------------------------------------------------------------------------- | --- | --------------------------------- |
| Відділ взаємодії із засобами масової інформації та комунікацій із громадськістю             | - Оперативне висвітлення діяльності ДСНС України щодо попередження і ліквідації надзвичайних ситуацій, а також здійснює інформування громадськості з питань цивільного захисту населення та безпеки життєдіяльності; - Взаємодія зі ЗМІ та робота з громадськими організаціями | Трухачова Оксана Сергіївна        |
| Режимно-таємний сектор                                                                      | - Організація режимно-секретної роботи у системі ДСНС - Здійснення заходів з охорони державної таємниці | Зайченко Сергій ВІкторович        |
| Сектор спеціального зв'язку                                                                 | - Керівництво, організація та координація діяльності підрозділів спеціального зв'язку з питань забезпечення безпеки спеціальних видів зв'язку - Криптографічний захист інформації та забезпечення секретного (закритого) зв'язку в системі ДСНС                                | Кривоножко Микола Олександрович   |
| Відділ внутрішнього аудиту                                                                  | - Аудит та фінансові перевірки в системі ДСНС | Ружанський Олександр Болеславович |
| Управління власної безпеки та протидії корупції                                             | - Організація та здійснення заходів із протидії корупції та службових зловживань у системі ДСНС - Відділ власної безпеки - Відділ протидії корупції | Мандзюк Олег Андрійович           |
| Управління організації медичного забезпечення, медико-біологічного захисту та охорони праці | - Відділ організації медичного забезпечення та охорони праці - Відділ медико-біологічного захисту | Попов Юрій Федорович              |
| Відділ впровадження реформ органів та підрозділів цивільного захисту                        | Впровадження реформ органів та підрозділів цивільного захисту | Рудий Станіслав Олегович          |
| Сектор гендерної рівності                                                                   | Забезпечення дотримання гендерної рівності у підрозділах ДСНС України | Малігонова Юлія Миколаївна        |
| Сектор мобілізаційної роботи                                                                | - Планування, розроблення і проведення заходів із мобілізаційної підготовки та мобілізації в системі ДСНС - Забезпечення мобілізаційної підготовки територіальних органів ДСНС України, спеціальних формувань і підрозділів Оперативно-рятувальної служби цивільного захисту   | вакансія                          |

## Кадри ДСНС України
Кадри ДСНС України складають:
- особи рядового і начальницького складу служби цивільного захисту (у тому числі курсанти ВНЗ ДСНС), які уклали контракт про проходження служби (навчання) і яким присвоюються спеціальні звання служби цивільного захисту відповідно до Кодексу цивільного захисту України і «Положення про порядок проходження служби цивільного захисту особами рядового і начальницького складу», затвердженого Постановою Кабінету Міністрів України № 593 від 11.07.2013 р.[15];
- державні службовці відповідно до Закону України «Про державну службу»;
- працівники, які уклали трудовий договір відповідно до КЗпП України.

У лютому 2015 року Верховною Радою України були внесені зміни до ряду законодавчих актів, фактично прирівнявши проходження служби цивільного захисту до військової служби, за умов настання в державі особливого періоду або оголошення цільової мобілізації. Зокрема передбачена кримінальна відповідальність за ухилення від такої служби в зазначених умовах — від 2 до 5 років позбавлення волі.

### Медалі за сумліну службу

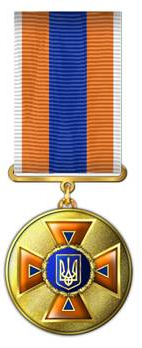
25 років сумлінної служби
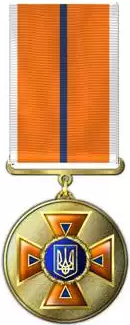
20 років сумлінної служби
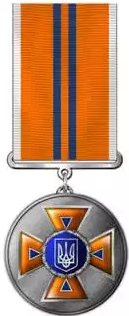
15 років сумлінної служби
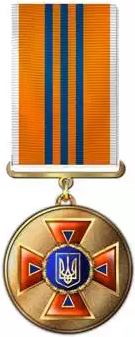
10 років сумлінної служби
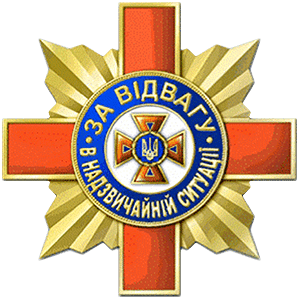
За відвагу в надзвичайній ситуації
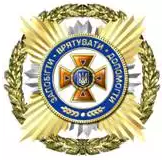
Знак Пошани

### Спеціальні звання служби цивільного захисту
Докладніше: Звання, чини та ранги України#Служба цивільного захисту
|         | Вищий начальницький склад | Вищий начальницький склад | Вищий начальницький склад | Вищий начальницький склад | Старший начальницький склад | Старший начальницький склад | Старший начальницький склад |
| Генерал | Генерал-полковник         | Генерал-лейтенант         | Генерал-майор             | Полковник                 | Підполковник                | Майор                       |                             |
| ------- | ------------------------- | ------------------------- | ------------------------- | ------------------------- | --------------------------- | --------------------------- | --------------------------- |
| Погон   |                           |                           |                           |                           |                             |                             |                             |

| Середній начальницький склад | Середній начальницький склад | Середній начальницький склад | Середній начальницький склад | Середній начальницький склад | Молодший начальницький та рядовий склад                 | Молодший начальницький та рядовий склад     | Молодший начальницький та рядовий склад | Молодший начальницький та рядовий склад | Молодший начальницький та рядовий склад |
|                              | Капітан                      | Старший лейтенант            | Лейтенант                    | Молодший лейтенант           | Головний майстер-сержант (старший прапорщик, прапорщик) | Майстер-сержант (старшина, старший сержант) | Сержант (сержант, молодший сержант)     | Рядовий                                 | Курсант                                 |
| ---------------------------- | ---------------------------- | ---------------------------- | ---------------------------- | ---------------------------- | ------------------------------------------------------- | ------------------------------------------- | --------------------------------------- | --------------------------------------- | --------------------------------------- |
| Погон                        |                              |                              |                              |                              |                                                         |                                             |                                         |                                         |                                         |

## Структура ДСНС України

### Апарат
Докладніше: Апарат ДСНС України

### Територіальні органи
- Головні управління ДСНС України в Вінницькій, Волинській, Дніпропетровській, Донецькій, Житомирській, Закарпатській, Запорізькій, Івано-Франківській, Київській, Кіровоградській, Луганській, Львівській, Миколаївській, Одеській, Полтавській, Рівненській, Сумській, Тернопільській, Харківській, Херсонській, Хмельницькій, Черкаській, Чернівецькій, Чернігівській та місті Києві.

Також, до структури головних управлінь (управлінь) входять: 
- районні (міські, міськрайонні) управління (відділи, сектори);
- оперативно-координаційні центри;
- центри оперативного зв’язку, телекомунікаційних систем та інформаційних технологій;
- центри забезпечення діяльності.

### Гарнізони
25 гарнізонів областей та міста Києва об’єднують 986 пожежно-рятувальних підрозділів загальною чисельністю близько 36 тисячі чоловік.
Пожежно-рятувальні підрозділи поділяються на:
1.   Державні пожежно-рятувальні загони 
2.   Державні пожежно-рятувальні частини
3.   Державні пожежно-рятувальні пости 
4.   Державні пожежно-рятувальні загони (частини, пости), що забезпечують охорону від пожеж підприємств, установ, організацій та інших об’єктів 

### Аварійно-рятувальні формування центрального підпорядкування та спеціального призначення
Аварійно-рятувальні формування центрального підпорядкування (АРФ ЦП) представлені чотирма центрами швидкого реагування загальною чисельністю близько 2,2 тисячі чоловік.
- Міжрегіональний центр швидкого реагування ДСНС України (Ромни, на базі 76 оарб, в/ч Д0060)
- Мобільний рятувальний центр швидкого реагування ДСНС України (Київ, на базі 148 оммбр, в/ч Д0040)
- 3 Спеціальний центр швидкого реагування ДСНС (Жеребкове, на базі 2 ЗЗАРР, в/ч Д1002)[17]
- Міжрегіональний центр гуманітарного розмінування та швидкого реагування (Ватутіне, на базі 238 оубр, в/ч Д0050)[18]

Аварійно-рятувальні формування спеціального призначення (АРФ СП) представлені двадцяти шістьма аварійно-рятувальними загонами спеціального призначення (в усіх регіонах по одному, а в Львівському обласному гарнізоні - два) загальною чисельністю близько 6,7 тисяч чоловік.
Вони формувались на базі загонів (частин) технічної служби Державної пожежної охорони (крім 2 АРЗ СП ГУ ДСНС України у Львівській області (Дрогобич)) з частковим приєднанням підрозділів та територій дислокації:
- військових частин Військ Цивільної оборони (Верхівцеве (в/ч Д0140, 439 оммп), Лоскутівка (в/ч Д0150, 437 оммп), Знам’янка (в/ч Д0100, 262 оммп), Кропивницький (в/ч Д0070, 290 ОЗОР), Якушинці (в/ч Д0055, 215 оарб), Городище (в/ч Д0080, 123 оарб), Ужгород (в/ч Д0180, 25 оарб));
- Державної спеціалізованої протифонтанної служби «СВАРЧ» (Полтава);
- Державної спеціальної (воєнізованої) гірничорятувальної (аварійно-рятувальної) служби (ДСВГРС);
- Державної спеціалізованої аварійно-рятувальної служби пошуку та рятування туристів (ДСАРСПРТ);
- Державної спеціалізованої аварійно-рятувальної служби на водних об’єктах (ДСАРСВО);
- Спеціалізованого загону Державної пожежної охорони (Київ);
- 3 Спеціального регіонального центру швидкого реагування (Мирне, на базі 264 оммп, в/ч Д0130), 4 Спеціального регіонального центру швидкого реагування (Мазанка, на базі 319 оарб, в/ч Д0990) та Регіонального центру швидкого реагування (Майдан);
- 2 Спеціального центру швидкого реагування (Дрогобич, на базі 155 оммбр, в/ч Д0090).

Види підрозділів аварійно-рятувальних формувань центрального підпорядкування та спеціального призначення
| Підрозділ АРФЦП (АРФСП)                           | Еквівалент у військовій структурі |
| Відділення - від 3 осіб, найменший підрозділ      | Відділення                        |
| Група - від 11 осіб, 2 і більше відділень         | Взвод                             |
| Частина - до 120 осіб, 2 і більше груп            | Рота                              |
| Загін - від 121 особи, 2 і більше груп або частин | Батальйон                         |
| Центр, База                                       | -                                 |

### Авіаційні формування та установи
- Спеціальний авіаційний загін ОРС ЦЗ (Ніжин, на базі 300 САЗ, в/ч Д0170)
- Головний авіаційний координаційний центр пошуку і рятування (в тому числі числі авіаційні допоміжні центри пошуку і рятування)

### Спеціалізовані формування та підрозділи
- Гірничорятувальні (аварійно-рятувальні, газорятувальні) формування та підрозділи складаються з двох гірничорятувальних загонів (центрального підпорядкування), гірничорятувальної (аварійно-рятувальної) частини (територіального підпорядкування) та двох груп гірничорятувальних (аварійно-рятувальних) робіт (в складі аварійно-рятувальних формувань спеціального призначення) загальною чисельністю близько 1 тисячі чоловік. Дислоковані в Дніпропетровській, Полтавській, Кіровоградській, Миколаївській, Чернівецькій, Івано-Франківській, Львівській областях та місті Києві.
- Протифонтанні підрозділи підпорядковані аварійно-рятувальним формуванням спеціального призначення та дислоковані в Полтавській, Харківській, Чернігівській та Львівській областях.
- Гірські пошуково-рятувальні підрозділи підпорядковані аварійно-рятувальним формуванням спеціального призначення. Дислоковані в Львівській, Закарпатській, Івано-Франківській, Тернопільскій та Чернівецькій областях.
- Водолазно-рятувальні підрозділи підпорядковані аварійно-рятувальним формуванням центрального підпорядкування та спеціального призначення. Дислоковані у Вінницькій, Дніпропетровській, Донецькій, Запорізькій, Київській, Миколаївській, Одеській, Полтавській, Херсонській, Хмельницькій, Волинській, Закарпатській, Івано-Франківській, Кіровоградській, Тернопільській, Черкаській, Чернівецькій областях та місті Києві.

### Гідрометеорологічні підприємства та установи
- Український гідрометеорологічний центр (чисельністю 4291 працівників)
- Державне підприємство «Український авіаційний метеорологічний центр»

### Формування та підрозділи забезпечення
- Управління забезпечення Оперативно-рятувальної служби цивільного захисту (Київ, на базі ВійськовоЇ комендатури, в/ч Д1001)
- Центр зв'язку та управління (Переяслав, на базі 692 ОВЗ, в/ч Д3728)
- Державний центр сертифікації (Київ)
- Медичний центр (Київ)
- Медичний реабілітаційний центр «Одеський» (Одеса)

### Заклади освіти, науково-дослідні установи та навчальні підрозділи
- Національний університет цивільного захисту України (Черкаси)
- Львівський державний університет безпеки життєдіяльності (Львів)
  - Вище професійне училище Львівського державного університету безпеки життєдіяльності (Вінниця)
  - Ліцей цивільного захисту Львівського державного університету безпеки життєдіяльності (Вінниця)
- Український гідрометеорологічний інститут (Київ)
- Навчально-методичні центри цивільного захисту та безпеки життєдіяльності в областях та Києві
- Навчальні пункти в складі деяких аварійно-рятувальних формувань центрального підпорядкування та спеціального призначення

## Голови ДСНС
- Болотських Михайло Васильович 24 грудня 2012[19] — 2 березня 2014[20]
- Бочковський Сергій Станіславович 23 квітня 2014[21] — 25 березня 2015[22]
- В. о. Шкіряк Зорян Несторович 25 березня 2015[23] — 14 травня 2015[24]
- Чечоткін Микола Олександрович 14 травня 2015[25] — 10 листопада 2021[26]
- Крук Сергій Іванович 10 листопада 2021[27] — 16 лютого 2022 в. о., 16 лютого 2022[28] — 25 серпня 2023[29] [30]
- Тимчасово виконуючий обов'язки Голови Володимир Демчук 25 серпня 2023  [31] — 27 лютого 2024.
- Андрій Даник 27 лютого 2024 [32] — 28 червня 2024 т.в.о., з 28 червня 2024  [33].

## Техніка ДСНС України
| Пожежно-рятувальний автомобіль   | На шасі автомобіля         | Тип пожежного автомобіля                                  | Об'єм води                   | Кількість на оснащенні ДСНС | Примітка |
| -------------------------------- | -------------------------- | --------------------------------------------------------- | ---------------------------- | --------------------------- | --- |
| АЦ-40 (130)-63Б                  | ЗиЛ 431412/4 × 2 (ЗиЛ 130) | Автоцистерна Пожежна                                      | 2360 л                       | ?                           | Наймасовіший пожежний автомобіль на теренах України. Замінються на новіші моделі АЦ на базі МАЗ та ін.                                                    |
| АЦ-40 (131)-137А                 | ЗиЛ 131/6 × 6              | Автоцистерна Пожежна                                      | 2730 л                       | ?                           | Замінюються на новіші моделі |
| АЦ-50/4 (53211)-240              | КамАЗ 53211 6 × 4,2        | Автоцистерна Пожежна                                      | 5800 л/580 л піноутворювача  | ?                           | |
| АЦ-40 (43291)-63Б.02             | ЗиЛ 43337 4 × 2            | Автоцистерна Пожежна                                      | 2800 л/170 л піноутворювача  | ?                           | |
| АЦ-4,5-70 (TGM 12.250)-464       | MAN TGM 12.250 4 × 2 BL    | Автоцистерна Пожежна                                      | 4000 л/ 500л піноутворювача  | ?                           | Застосовується у містах (Львів, Київ). Існують модернізації на 4700 л води.                                                                               |
| АЦ-4-60 (530905)-515М            | МАЗ-530905 4 × 4,1         | Автоцистерна Пожежна                                      | 4000л/ 400 л піноутворювача  | ?                           | Старіші моделі АЦ МАЗ (505М/ 515М) |
| АЦ-40 (43253)-247.02             | КамАЗ 43253 4 × 2,2        | Автоцистерна Пожежна                                      | 4000 л/400 л піноутворювача  | ?                           | |
| АЦ-3,2-40 (TGM 15.250)-163M      | MAN TGM 15.250 4 × 2 BL    | Автоцистерна Пожежна                                      | 3200 л/320 л піноутворювача  | ?                           | |
| АЦ-4-60 (530927)-515М            | МАЗ 530927 4 × 4,1         | Автоцистерна Пожежна                                      | 4000 л                       | ?                           | Усі старі автоцистерни моделей ЗіЛ та ін. активно замінюються саме на цю модель АЦ-4-60.                                                                  |
| АЦ-40 (53228)-264                | КамАЗ 53228-264 6 × 6,2    | Автоцистерна Пожежна                                      | 8000 л/500 л піноутворювача  | ?                           | Використовують ДПРЧ м. Одеси, 5 ДПРЧ м. Дрогобич |
| АЦ-8-60 TGS (33.360)-526M        | MAN TGS 33.360 6 × 6,1     | Автоцистерна Пожежна                                      | 8000 л                       | 1?                          | Мінімум 1 одиниця — 19 ДПРЧ м. Київ |
| АЦ-8-50 TGS (26.360)-530MN       | MAN TGS 26.360 6 × 6,2     | Автоцистерна Пожежна                                      | 8000 л                       | 1?                          | Як мінімум 1 одиниця- 25 ДПРЧ м. Київ. |
| АЦ-8-50 (63022)-530М             | МАЗ 63022-530М 6 × 6,2     | Автоцистерна Пожежна                                      | 8000 л                       | ?                           | Активне введення в службу ДСНС |
| АЦ-8-60 (63022)-539М             | МАЗ 63022 6 × 6,1          | Автоцистерна Пожежогасіння в лісних масивах і степах      | 8000 л                       | ?                           | |
| АЦ-                              |                            |                                                           |                              |                             | |
| АЦ-40 (43118)-235                | КамАЗ 43118 6 × 6,1        | Автоцистерна Пожежна                                      | 8000 л                       | ?                           | Через високопрохідні шини, використовується пожежно-рятувальними підрозділами в гористій місцевості. (Славсько)                                           |
| АЦ-12-100 (63022)-252М           | МАЗ 63022 6 × 6,2          | Автоцистерна (Автомобіль Аеродромний)                     | 12 000 л                     | ?                           | Використовується ЗСУ у військових частинах та на аеродромах. (Матеріал з огляду АЦ компанією-виробником «Пожмашина»)                                      |
| АЦ-8-50 (6511)-530К              | КрАЗ 6511 6 × 6,2          | Автоцистерна Пожежна                                      | 8000 л                       | 1?                          | Мінімум 1 одиниця в 6 ДПРЧ м. Старобільськ. Ймовірно втрачена під час окупації міста російськими військами під час Російсько-Української війни 2022 року. |
| АЦП EN 1846-S-1-6-5000-10/3000-2 | МАЗ 53092J 4 × 4,2         | Автоцистерна Пожежна                                      | 5000 л                       | ?                           | Шифр моделі АЦП відповідає євростандарту. |
| АНР-40(130) 127Б                 | ЗиЛ 130 4 × 2,2            | Автомобіль Насосно-Рукавний                               | 490 л піноутворювача         | ?                           | |
| АПД-2 (3310)-274                 | ГАЗ-3310 4 × 2             | Автомобіль Першої Допомоги                                | 1000 л/500 л піноутворювача  | ?                           | |
| АП-4 (43114)-222                 | КамАЗ 43114 6 × 6,2        | Автомобіль Порошкового гасіння                            | 4000 л піноутворювача        | ?                           | Можливі інші варіанти надбудови на шазі КамАЗ 43114 |
| ПНС-110 (5313)-131А.02           | Амур-531320 6 × 6          | Пожежно-Насосна Станція                                   | —                            | ?                           | Подача насосу 110 л/с (6600 л/хв) |
| АР-2 (131)-133А                  | ЗиЛ 131 6 × 6,1            | Автомобіль Рукавний                                       | —                            | ?                           | Може перевозити до декількох кілометрів рукавних ліній. Працює на великих пожежах у парі з ПНС-110.                                                       |
| АР-2 (43105)-215                 | КамАЗ 43105                | Автомобіль Рукавний                                       | —                            | ?                           | Може перевозити до декількох кілометрів рукавних ліній. Працює в парі з ПНС-110.                                                                          |
| АД-30                            | ЗиЛ-131 6 × 6,2            | Автодрабина Пожежна                                       | —                            | ?                           | Заміна на нові автомобілі зарубіжного виробництва. Висота підйому-30 метрів                                                                               |
| АПД-3 (3310)-336                 | ГАЗ 3310 4 × 2             | Автомобіль Першої Допомоги                                | 1000 л/100 л піноутворювача  | ?                           | |
| АА-40 (43105)-189                | КамАЗ 43105 6 × 6          | Автомобіль Аеродромний                                    | 3975 л/250 л піноутворювача  | ?                           | Можливі інші варіанти надбудови на шасі КамАЗ 43105 |
| JXYT53                           | Mercedes Actros 3344       | Автодрабина                                               | —                            | ?                           | Висота 53 метри |
| XCMG DG54M                       | Mercedes Actros 3344 8 × 4 | Автодрабина                                               | 3200 л/2000 л піноутворювача | ?                           | Висота 53 метри |
| XCMG YT32M2                      | Howo Truck T7 H440         | Автодрабина                                               | 2700 л/2400 л піноутворювача | ?                           | Висота підйому — 32 метри. |
| АТП-30 (1833)                    | Ford Trucks 1833 4 × 4     | Автодрабина/ Автоматичний Телескопічний Підйомник         | —                            | 3                           | Висота- 30 метрів. |
| САРМ-Л                           | Ford Ranger                | Спеціалізована Аварійно-Рятувальна Машина Легкого типу    | —                            | ?                           | |
| САРМ-С                           | MAN TGE Volkswagen Crafter | Спеціалізована Аварійно-Рятувальна Машина Середнього типу | —                            | ?                           | |

### Пожежні автомобілі
Знаходяться на оснащенні пожежно-рятувальних підрозділів ДСНС:

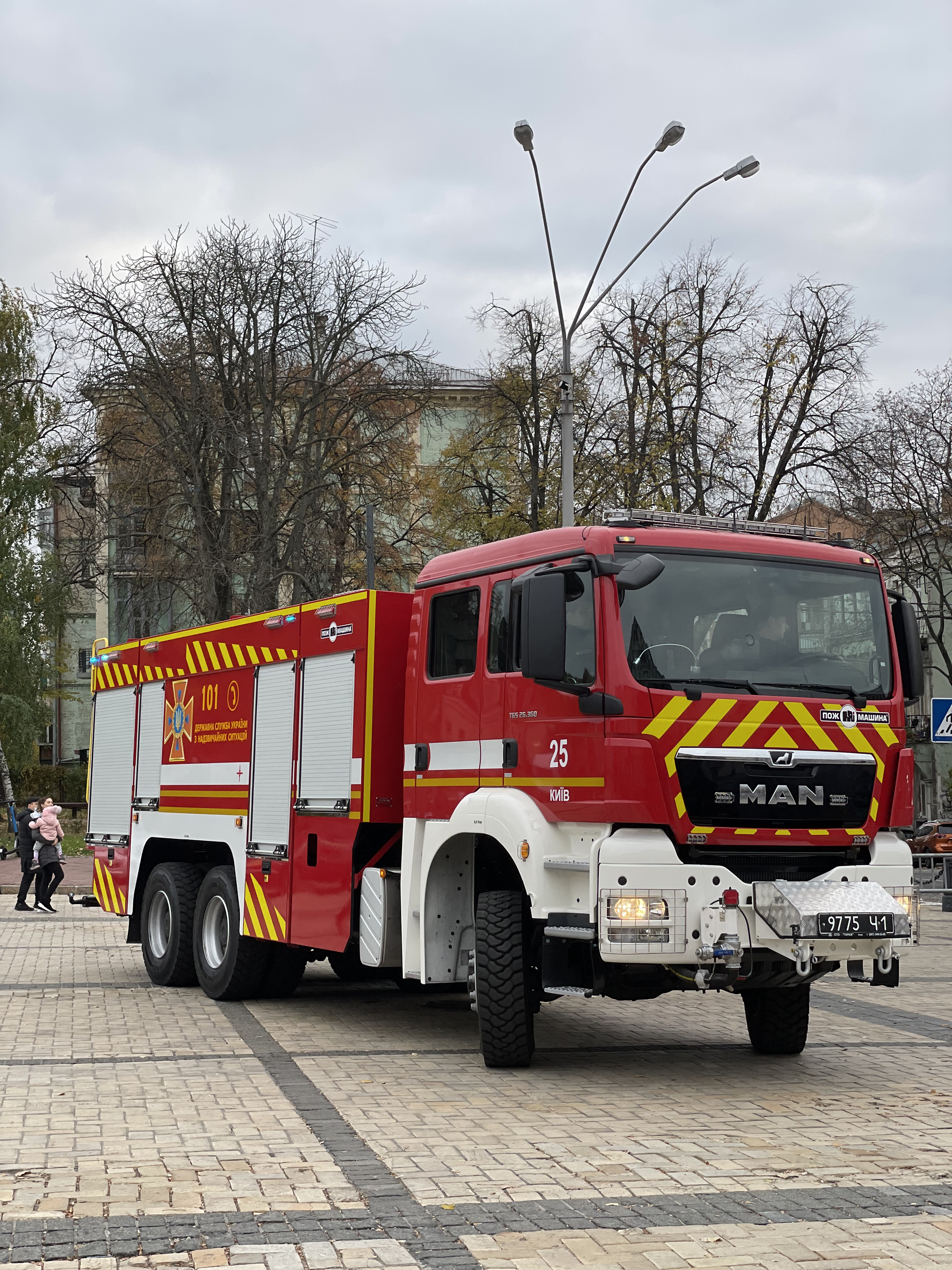
Автоцистерна пожежна АЦ-8-60 (TGS 33.360)-526М на базі MAN TGS. Київ, Україна.

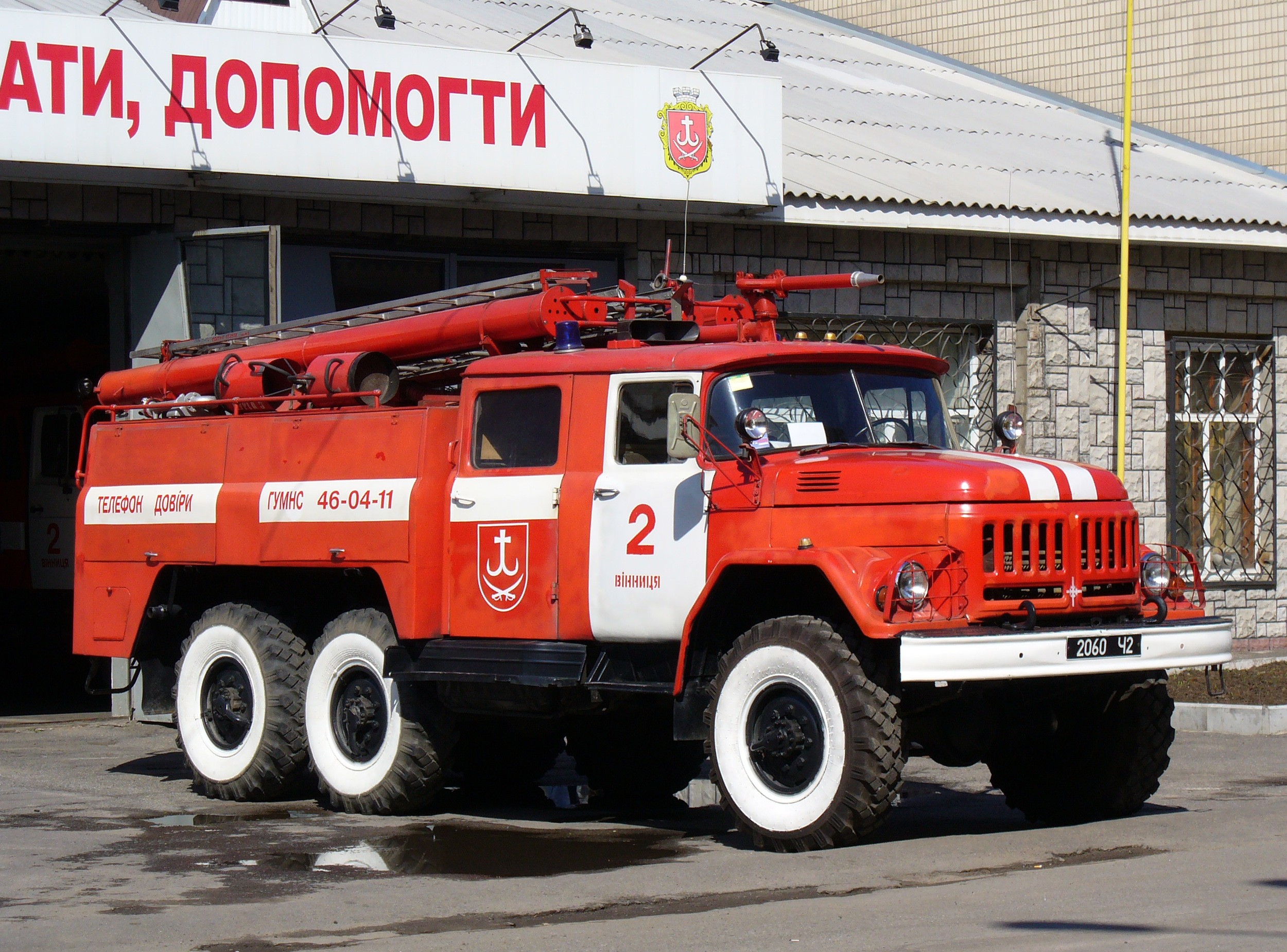
Автоцистерна пожежна АЦ-40 на базі ЗІЛ-131. Вінниця, Україна.

- Автомобілі пожежно-рятувальні першої допомоги
- Автоцистерни пожежні
- Автоцистерни пожежно-рятувальні
- Автомобілі пожежні аеродромні[en]
- Автомобілі повітряно-пінного гасіння
- Автомобілі порошкового гасіння АП-5
- Автомобілі комбінованого гасіння
- Пожежні насосні станції ПНС-110
- Пожежні рукавні автомобілі АР-2
- Автодрабини пожежні
- Підйомники колінчаті
- Автомобілі зв'язку і освітлення
- Автомобілі газодимозахисної служби[ru]
- Автомобілі штабні
- Спеціальні аварійно-рятувальні машини

### Техніка піротехнічних робіт (розмінування)
Знаходиться на озброєнні частин (груп, відділень) піротехнічних робіт; груп (відділень) підводного розмінування аварійно-рятувальних формувань центрального підпорядкування та спеціального призначення
Види спеціальних піротехнічних машин, що стоїть на озброєнні підрозділів ДСНС:
- Оперативно-піротехнічні машини (ОПМ) на базі легкових автомобілів із колісною формулою 4×4 — Mitsubishi-L200, Volkswagen T5, УАЗ-469, УАЗ-31512
- Піротехнічні машини легкого типу (ПМ-Л) на базі вантажопасажирських автомобілів підвищеної прохідності ГАЗ-330273, УАЗ-3303, УАЗ-3309, ГАЗ-66
- Піротехнічні машини важкого типу (ПМ-В) на базі автомобілів КрАЗ-63221; КрАЗ-5233ВЕ та бронетранспортера БТР-80
- Оперативно-піротехнічні машини водолазні (ОПМ-В) на базі вантажопасажирських та вантажних автомобілів із колісною формулою 4×4

### Засоби інженерного озброєння
Знаходиться на озброєнні інженерних груп (відділень), частин (груп) спеціальних робіт по ліквідації наслідків аварій аварійно-рятувальних формувань Оперативно-рятувальної служби цивільного захисту центрального і територіального підпорядкування
Засоби подолання руйнувань і перешкод
- Машини розгородження «ІМР», «ІМР-2»
- Шляхопрокладчики гусеничні «БАТ-М», «БАТ-2»
- Мости важкі механізовані ТММ-3 (ТММ-ЗМ1) на базі автомобілів КрАЗ-255 (КрАЗ-260)

Засоби подолання водних перешкод
- Транспортери плаваючі «ПТС», «ПТС-2», ПТС-М
- Катери моторно-буксирні
- Водолазні станції

Засоби механізації дорожніх, підйомних і землерийних робіт
- Машина для вириття котлованів «МДК-2» і МДК-3
- Бульдозер колісний «БКТ-2РК» на базі колісного тягача МАЗ-538
- Полкова землерийна машина ПЗМ-2
- Машина траншейна ТМК-2 на базі колісного тягача МАЗ-538
- Бульдозер гусеничний Б-10М
- Тягачі важкі артилерійські АТ-Т, МТ-Т
- Екскаватори військові ЕОВ-4421
- Крани автомобільні вантажопідйомністю до 25 т. на базі автомобілів «КрАЗ», «МАЗ», «УРАЛ»

### Техніка РХБЗ (радіаційного, хімічного і біологічного захисту)
Знаходиться на озброєнні частин (груп, відділень) радіаційного, хімічного і біологічного захисту аварійно-рятувальних формувань центрального і територіального підпорядкування
- Пересувна лабораторія РХБ розвідки «ПРХЛ» на базі автомобілів «Газель», «Ford Transit»
- Автомобіль радіаційної і хімічної розвідки УАЗ-469РХ
- Машина радіаційної і хімічної розвідки БРДМ-2РХ[ru] на базі броньованої розвідувально-дозорної машини БРДМ-2
- Машина радіаційної і хімічної розвідки РХМ-4[ru] на базі бронетранспортера БТР-80
- Машина радіаційної і хімічної розвідки РХМ
- Авторозливні станції АРС-14 на базі автомобілів ЗіЛ-131
- Дезинфекційно-душові установки ДДА-66, ДДА-53Б (ГАЗ-66)

### Спеціальна техніка
Знаходиться на озброєнні підрозділів управління; забезпечення; аварійно-рятувальних частин, частин (груп) життєзабезпечення; груп (відділень) рятувальних робіт аварійно-рятувальних формувань Оперативно-рятувальної служби цивільного захисту центрального і територіального підпорядкування
- Командно-штабні машини Р-142Г[ru] на базі автомобіля ГАЗ-66; Р-145БМ «Чайка» на базі бронетранспортера БТР-60
- Радіостанції радіорелейні рухомі типу Р-409[ru](ЗіЛ-131)
- Електростанції рухомі різних модифікацій
- Установки для добування прісної води УДВ-15
- Тягачі важкі седельні МАЗ-537
- Мобільні пункти управління на базі тягачів МАЗ-7310
- Універсальні машини підігрівання УМП-350-131 (ЗіЛ-131)
- Комплекси життєзабезпечення бойового чергування у складі машин 15Т117, 15Т118, МДЕС на базі спец. автомобілів МАЗ-7310
- Техніка медичної служби — машини швидкої медичної допомоги на базі автомобілів Renault Master, санітарні АС-66 (ГАЗ-66), УАЗ-3962; автоперев'язувальна АП-2 (ГАЗ-66)
- Аеродромна комбінована поливомийна машина АКПМ-3 (ЗіЛ-130)
- Снігоочисники шнекороторні ДЕ-226 (Урал-4320)
- Автомайстерні пересувні ПАРМ-1М — рухома автомобільна ремонтна майстерня (ЗіЛ-131)

### Озброєння охорони і оборони
Після демілітаризації в 2004—2005 роках сил МНС України і перетворення військ Цивільної оборони в невійськову (спеціальну) Оперативно-рятувальну службу цивільного захисту їй дісталася в спадок велика кількість зброї, в тому числі автомати АКМ, АК-74, кулемети Ручний кулемет Калашникова, КПВТ, РПД-44, Кулемет Калашникова, РПКС-74, ДТ, ПК, пістолети ТТ, ПМ, АПС, гвинтівки СВД, карабіни СКС, гранатомети РПГ-2, різні гранати та боєприпаси. Зброю було вивезено з розформованих і реорганізованих військових частин МНС.
Протягом 2006—2011 років рішеннями Кабінету міністрів велика частина цього озброєння була відчужена і реалізована.

## Авіація ДСНС України
Знаходиться на озброєнні Спеціального авіаційного загону Оперативно-рятувальної служби цивільного захисту (Ніжин).
Аеродром першого класу має злітно-посадочну бетонну смугу завдовжки 3000 × 80 метрів і придатний для прийому повітряних суден різних типів вантажопідйомністю до 190 тонн, в простих і складних метеорологічних умовах, як вдень, так і вночі.
| Зображення | Тип                    | Виробник | Призначення                                        | Кількість | Характеристика |
| Авіація    | Авіація                | Авіація  | Авіація                                            | Авіація   | Авіація |
| ---------- | ---------------------- | -------- | -------------------------------------------------- | --------- | --- |
|            | Ан-32П                 | Україна  | Літак для гасіння пожеж                            | 4+1       | Гасіння лісових пожеж за допомогою зливу вогнегасної рідини з навісних зливних агрегатів на осередки пожеж (максимальна маса вогнегасної рідини — 8000 кг) десантування в район лісової пожежі парашутистів — пожежників до 28 чоловік і пожежного спорядження до 10 упаковок по 100 кг кожна; польоти на баражування. Літак може бути переобладнуваний у вантажний варіант для перевезення вантажів (пасажирів), або їх десантування парашутним способом, а також як санітарний варіант для перевезення постраждалих місць надзвичайних ситуацій. |
|            | Ан-26                  | Україна  | Військово-транспортний літак                       | 2         | Перевозить до 40 пасажирів або 24 поранених на носилках у супроводі медичного персоналу. У мінімальні терміни може переобладнуватися в транспортний варіант для перевезення вантажів загальною масою до 5500 кг |
|            | Ан-30                  | Україна  | Літак повітряного спостереження і аерофотознімання | 2         | Застосовується для вирішення широкого кола завдань пов'язаних з аерофотоз'йомкою, дистанційного зондування земної поверхні, ведення візуального спостереження з документуванням за допомогою відео і фотоустаткування, а також у транспортних цілях для перевезення до 18 пасажирів або до 3000 кг вантажу. |
|            | Мі-8                   | СРСР     | Багатоцільовий гелікоптер                          |           | Використовується як пожежний або транспорт для перевезення вантажів у вантажній кабіні і на зовнішній підвісці загальною масою до 3000 кг, як санітарний, перевозить 3—6 поранених на носилках або 15 сидячих на відстань до 725 км. |
|            | Eurocopter EC145       | Франція  | Багатоцільовий гелікоптер                          | 2         | Призначений для перевезення до 8 пасажирів. Передбачена можливість різних варіантів використання — медичний, аварійно-рятувальний, патрульний. Базовий варіант дозволяє виконувати покладені на нього обов'язки вдень і вночі в простих і складних метеорологічних умовах, з аеродромів і непідготовлених майданчиків. У медичному варіанті передбачена установка реанімаційного устаткування. |
|            | Airbus Н225 Super Puma | Франція  | Багатоцільовий гелікоптер                          | 3         | |

## Вшанування
25 квітня 2024 року у місті Дергачі провулок Панфілова перейменували на провулок Героїв-рятувальників.